# Green megye (Kentucky)
Green megye az Amerikai Egyesült Államokban, azon belül Kentucky államban található. Megyeszékhelye és legnagyobb városa Greensburg. Lakosainak száma 11 107 fő (2020. április 1.). Green megye Adair, Metcalfe, Hart, Taylor és LaRue megyékkel határos.

## Népesség
A megye népességének változása:
| Lakosok száma | 11 226 | 11 199 | 11 295 | 11 180 | 11 010 | 11 107 |
|               | 2010   | 2011   | 2012   | 2013   | 2015   | 2020   |